# № 41 (Astana)
№ 41 (kaz. № 41; ros. № 41) – mijanka i przystanek kolejowy w miejscowości Astana, w Kazachstanie. Położona jest na linii Astana – Szu, na trasie Nowego Jedwabnego Szlaku.